# Городськой Яків Зіновійович
Городськой (справжнє прізвище — Блюмкін ; друкувався також під псевдонімами: Я. Г., Яго, Як. Гор., Яшин) Яків Зіновійович (23 (11) жовтня 1898 — 5 січня 1966) — український поет, публіцист.

## Біографічні дані
Народився у м. Катеринославі. У 1905 р. сім'я переїхала до Миколаєва. Трудова біографія поета почалася у 1916 р. Після закінчення початкової школи працював на суднобудівному заводі, займався репетиторством.
У 1920-х роках працював в миколаївських газетах «Известия губревкома», «Красный Николаев», «Власть труда».
У 1930 р. переїхав до Харкова, де був редактором газети «Темп» на будівництві тракторного заводу. З кінця 1934 р. мешкав у Києві, де завідував російською поетичною секцією Спілки письменників України.

## Творчість
1 січня 1917 р. у Миколаєві був надрукований перший вірш «Новогодняя оказия» в «Николаевской газете». Пізніше вийшли друком збірки віршів «Косматая Россия» (1923) та «О самом простом» (1925).
Перекладав російською мовою твори Т. Шевченка, І. Франка, Лесі Українки, М. Рильського, П. Тичини, В. Сосюри, А. Малишка та ін. У різний час редагував літературно-художні журнали «Советская Украина», «Литстрой», «Красное слово».
У роки Другої світової війни виступав з віршами, кореспонденціями на сторінках газет «Правда України», «Советское искусство», журналу «Українська література».
Писав російською мовою.

## Поетичні книги
Косматая Россия. — Николаев: Тип. Никуисполкома, 1923. — 47 с.
О самом простом: вторая книга стихов. — Николаев: Изд. группы «Октябрь», 1925. — 104 с.
Тракторобуд: (Лит. рапорт 2-й партконф. Тракторостроя). — [Харьков]: Гарт, 1931. — 15 с.
Лагерь: стихи. — Харьков: Літ. і мистецтво, 1933. — 106 с.
Отступление смерти. — Киев: Рад. літ., 1934. — 106 с.
Поезії. — Харків: Рад. літ., 1934. — 30 с.
Район: пьеса. — [Харьков]: Рад. літ., 1934. — 109 с.
Кавказская запись. — Киев: Рад. літ., 1935. — 67 с.
Моя страна. — Москва: Госполитиздат, 1935. — 158 с.
Последний раунд: комедія. — Киев ; Харьков: Держлітвидав, 1935. — 103 с.
«Ясно вижу»: стихи. — Харьков: Укр. робітник, 1935. — 124 с.
Дорога на Ирпень. — [Харьков]: Держлітвидав, 1936. — 164 с.
Июль. — Киев: Держлітвидав, 1937. — 81 с.
Поэмы и стихи. — Киев: Держлітвидав, 1937. — 149 с.
Сто миллионов . — Киев: Держлітвидав, 1937. — 35 с.
Зелёный лист. — Киев: Держлітвидав, 1938. — 120 с.
Встречи. — Киев: Держлітвидав, 1940. — 128 с.
Заметки о литературе. — Киев: Рад. письменник, 1941. — 227 с.
На зов наркома обороны: стихи. — Киев ; Харьков: Рад. письменник, 1941. — 20 с. — (Фронт и тыл).
Киевляне. — [Уфа]: ССП Украины, 1942. — 27 с. — (Фронт и тыл).
Оружие. — [Уфа]: ССП Украины, 1942. — 29 с. — (Фронт и тыл).
Военное время: стихи. — Уфа, 1943. — 132 с.
Возвращение: стихи. — Киев: Рад. письменник, 1946. — 119 с.
Поход: стихи. — Львов: Рад. письменник, 1948. — 126 с.
Киевские стихи. — Киев: Рад. письменник, 1958. — 124 с.
Сквозь годы: избр. стихи. — Москва: Сов. писатель, 1960. — 143 с.
Отступление смерти: избранное. — Киев: Дніпро, 1968. — 243 с.
Вся жизнь: стихотворения и поэмы. — Киев: Дніпро, 1985. — 174 с.

## Публіцистика
«Жилиада» // Красный Николаев. — 1924. — 10 авг.
Наша робота над перекладами творів Т. Г. Шевченка / у співавт. з Д. Гофштейном // Літературна критика. — 1939. — № 4. — С. 115—116.
Чотири листи // Літературна критика. — 1939. — № 8/9. — С. 111—132.
Кроки історії // Українська література. — 1945. — № 7/8. — С. 133—141.
Поетичні голоси Одеси // Вітчизна. — 1950. — № 3. — С. 168—177.